# محمد شريف باشا
محمد شريف باشا سياسي مصري بارز من أصل تركي، تولى رئاسة الوزراء في مصر أربعة مرات. ومؤسس النظام الدستوري في مصر.

## النشأة
ولد محمد شريف باشا في 28 نوفمبر 1826 بإسطنبول وفي رواية أخرى بالقاهرة.
كان والده أحمد شريف باشا تركي الأصل، الذي أصبح شيخاً للإسلام بالآستانة في عهد السلطان محمود، وقد عمل قاضي قضاة في مصر إبان حكم محمد علي، وبعد انتهاء عمله في مصر عادت أسرته إلى إسطنبول، وعُين والده قاضياً للحجاز، فمر بمصر ومكث فيها بعض الوقت في طريقه إلى مقر عمله الجديد، فأعجب محمد علي بنجله، وأقنعه بتركه تحت رعايته.
وفي رواية أخرى أن محمد شريف جاء لمصر للدراسة في الأزهر ونزل برواق الأتراك، وعندما سافر محمد علي للآستانة تقابل مع شيخ الإسلام فيها «أحمد شريف» فأوصاه بابنه، فلما عاد محمد علي لمصر أرسل في طلب محمد شريف من الأزهر، وأشرف على تعليمه.
فالتحق بالمدرسة الابتدائية الخاصة بالأمراء (مدرسة الخانكة) وهي المدرسة الحربية التي أنشئت عام 1826 بأمر من محمد علي وكان من تلاميذها بعض أنجاله، وأحفاده، ولذلك توطدت علاقته بهم.

## حياته السياسية
أرسله محمد علي في مهمات إلى الآستانة، وإلى أوروبا، وكان ممثلاً لمصر بصفة غير رسمية في مؤتمر لندن عام 1840، لبحث مصير مصر وعلاقتها بالدولة العثمانية.
تفرزت علاقة شريف بالأمراء عندما اختير لمرافقتهم بالبعثة الدراسية إلى باريس عام 1844، وكان من أفراد هذه البعثة من أنجال محمد علي الأميران حسين وعبد الحليم، ومن أحفاده إسماعيل (الخديوي مستقبلاً) وأحمد رفعت، وعلي مبارك وغيره.
بعد أن مكث فترة قصيرة بمدرسة باريس، انتقل إلى سانت سير saint cyr (مدرسة أركان الحرب الفرنسية)، ثم انتقل فيها للتدريب بمدرسة تطبيق العلوم الحربية، حيث قضى عامين فيها والتحق بالجيش الفرنسي أثناء التدريب بمقتضى اللوائح العسكرية، وحصل على رتبة النقيب بإحدى الفرق الفرنسية.
بعد خمس سنوات قضاها في فرنسا أمر عباس الأول بعودة البعثة من فرنسا، فعاد شريف إلى مصر عام 1849، ليعين ياوراناً لسليمان باشا الفرنساوي (الكولونيل سيف)، ومكث معه ثلاث سنوات.
لم يلق اهتماماً في عهد عباس فترك العسكرية وسافر للآستانة في نهاية عام 1852 للحصول على ميراث والده، وعقب عودته عمل سكرتيراً لدائرة الأمير عبد الحليم عام 1853، وبقى فيها لمدة عام.
أعاده الوالي سعيد باشا للخدمة العسكرية ورقاه إلى رتبة أميرالاي (عميد)، وأوكل إليه إحدى وحدات المشاة وآلاي الحرس الخصوصي.
تزوج من ابنة قائده سليمان باشا الفرنساوي عام 1856، إلا أنه ترك العمل في سلك الجيش وظل عاطلاً، ثم عُين عام 1857 بالمعية السنية، ثم أعيد للعسكرية ورُقي لرتبة اللواء.
عُين في عهد سعيد باشا ناظراً للأمور الإفرنجية (الخارجية) عام 1858، ثم رئيساً لمجلس الأحكام (يونيو 1861)، وكان عليه الإشراف على القوانين جميعها التي صدرت عن الحكومة منذ عهد محمد علي، والإسهام في صياغة التشريعات التي تنظم إقامة مجالس جديدة في دمياط وإسنا وضبطية مصر (الشرطة)، ثم عُين ناظراً لديوان المدارس (26 يوليو 1863 - 14 إبريل 1868).
انتقل بعد ذلك للعمل ناظراً للأمور الإفرنجية (الخارجية) برتبة فريق في أغسطس 1863، نظراً لزمالته للخديوي إسماعيل في الدراسة، ثم ناظراً للداخلية في يونيه 1865.
أسندت إليه رئاسة المجلس الخصوصي (وهو بمثابة مجلس الوزراء)، ثم نائباً للخديوي في يونيو 1865، إبريل 1866، أثناء وجوده بالآستانة حيث لن يسبق لأحد أن ناله من غير الأسرة المالكة.
عُين ناظراُ للأشغال العمومية والداخلية في نوفمبر 1866، وعلى يد شريف قام النظام الدستوري في مصر، ففي أثناء توليه نظارة الداخلية أنشئ مجلس شوري النواب.
في يوليو 1867 كان نائباً عن الخديوي (قائمقام) أثناء غيابه في أوروبا والآستانة، واختاره الخديوي إسماعيل عام 1868 لرئاسة المجلس الخصوصي، ثم عُين رئيساً لمجلس الأحكام في سبتمبر 1872.
في 18 مايو 1873 كان نائباً عن مصر في الاتفاقية التي عقدت بينها وبين إنجلترا لتسهيل مراسلات البريد بين البلدين، وكان يتولى في هذا الوقت نظارتي الحقانية (العدل) والخارجية.
كان ناظر ديواني الأحكام والتجارة في نوفمبر 1874، ثم ناظراً للداخلية سبتمبر 1875، ثم رئيساً لمجلس الأحكام يونيه 1876.
في 4 أغسطس 1877 كان ناظراً للخارجية ووقع عن الحكومة المصرية معاهدة إبطال تجارة الرقيق.
حين وقع الخلاف بينه وبين لجنة التحقيق الأوروبية بشأن تسوية الدين العام وهو وزير للحقانية والخارجية عام 1878 استدعته اللجنة لسماع أقواله فرفض المثول أمامها وكان هو الوزير المصري الوحيد الذي آثر الاستقالة من منصبه حفاظاً على كرامته وكرامة المنصب.

## تشكيله الوزارات
تبوأ منصب رئيس النظار ووزير الداخلية والخارجية في الوزارة التي قام بتشكيلها وعرفت بنظارة شريف الأولى (7 إبريل 1879 -5 يوليو 1879) وأقصى فيها الوزيرين الأوروبيين اللذين كانا يتوليان المالية والأشغال في عهد نوبار ومحمد توفيق.
في عهد توليه الوزارة عام 1879 أكملت سلطة مجلس النواب بتقرير مبدأ المسئولية الوزارية أمامه، حيث قدم دستور 1879، وهو أول دستور وضع في مصر على أحدث المبادئ.
شكّل وزارته الثانية (5 يوليو 1879 - 18 أغسطس 1879) وتولى منصب وزير الداخلية والخارجية فيها، ولم يكن الخديوي توفيق يميل إلى مبادئ شريف الدستورية، فقدم شريف استقالته.
تولى رئاسة مجلس النظار للمرة الثالثة (14 سبتمبر 1881 - 4 فبراير 1882) واحتفظ فيها بمنصب ناظر الداخلية، وخلال وزارته أنشئ مجلس النواب وافتتحه الخديوي في 26 ديسمبر 1881.
لم يستمر الوفاق بينه وبين رجال الثورة العرابية في هذه الوزارة، فقد طلب من رجالها الابتعاد عن السياسة، ولكنهم أصروا على حق مجلس النواب في مراجعة ميزانية الحكومة، رغم دقة الموقف الدولي، وتهديد إنجلترا وفرنسا بالتدخل، وكان شريف يرى أن يرجئ البت في هذه المسألة حتى يتفادى التدخل المسلح من جانبهما، لذلك قدم استقالته.
تولى منصب رئيس مجلس النظارة للمرة الرابعة ووزير الخارجية في (21 أغسطس 1882 - 10 يناير 1884)، وكان يأمل أن يحقق إقرار النظام الدستوري، وينتهي الاحتلال البريطاني كما يقول الانجليزبمجرد توطيد سلطة الخديوي، ولكن نيات إنجلترا الاستعمارية قد ظهرت واضحة في العمل على فصل السودان عن مصر إبان الثورة المهدية بالسودان، فعارض شريف السياسة البريطانية، ولما رأى أن الخديوي يميل إلى إجابة مطالبهم قدم استقالة وزارته (يناير 1884).

## رئاسته الوزارة الأولى

### حكومته
| الوزير            | الوزارة                               |
| ----------------- | ------------------------------------- |
| إسماعيل راغب باشا | نظارة المالية                         |
| ذو الفقار باشا    | نظارة الحقانية                        |
| شاهين باشا        | نظارة الجهادية                        |
| محمد ثابت باشا    | نظارة الأوقاف، نظارة المعارف العمومية |
| محمد زكي باشا     | نظارة الأشغال العمومية                |
| محمد شريف باشا    | نظارة الخارجية، نظارة الداخلية        |

## رئاسته الوزارة الثانية

### حكومته
| الوزير                   | الوزارة                               |
| ------------------------ | ------------------------------------- |
| إسماعيل أيوب باشا        | نظارة المالية                         |
| علي غالب باشا            | نظارة الجهادية                        |
| محمود سامي البارودي باشا | نظارة الأوقاف، نظارة المعارف العمومية |
| مراد حلمي باشا           | نظارة الحقانية                        |
| مصطفى فهمي باشا          | نظارة الأشغال العمومية                |

## رئاسته الوزارة الثالثة

### حكومته
| الوزير                   | الوزارة                               |
| ------------------------ | ------------------------------------- |
| إسماعيل أيوب باشا        | نظارة الأشغال العمومية                |
| حيدر باشا                | نظارة المالية                         |
| قدري بك                  | نظارة الحقانية                        |
| محمد زكي باشا            | نظارة الأوقاف، نظارة المعارف العمومية |
| محمد شريف باشا           | نظارة الداخلية                        |
| محمود سامي البارودي باشا | نظارة الجهادية والبحرية               |
| مصطفى فهمي باشا          | نظارة الخارجية                        |

## رئاسته الوزارة الرابعة

### حكومته
| الوزير            | الوزارة                                |
| ----------------- | -------------------------------------- |
| أحمد خيري باشا    | نظارة الداخلية، نظارة المعارف العمومية |
| إسماعيل أيوب باشا | نظارة الداخلية                         |
| حسين فخري باشا    | نظارة الحقانية                         |
| علي حيدر باشا     | نظارة المالية                          |
| علي مبارك باشا    | نظارة الأشغال العمومية                 |
| عمر لطفي باشا     | نظارة الجهادية والبحرية                |
| محمد زكي باشا     | نظارة الأوقاف                          |
| محمد شريف باشا    | نظارة الخارجية                         |
| محمد قدري باشا    | نظارة المعارف العمومية                 |
| مصطفى رياض باشا   | نظارة الداخلية                         |

## من أهم أعماله
- أدخل الكتاتيب في الهيكل التعليمي للوزارة، وجعل معرفة القراءة والكتابة شرطاً أساسيا لتعيين أعضاء مجلس شورى النواب مما شجع على نشر التعليم وشكل «مجلس المعارف» لإعداد المشورة في أمور التعليم ووضع له لائحة خاصة.
- أنشئ في عهده مدرسة المهندسخانة (الهندسة) 1866، والمدرسة التجهيزية بالقاهرة (المدرسة الخديوية) عام 1868، ومدرسة الحقوق في العام نفسه.
- صدرت في عهده عام 1881 القوانين العسكرية التي تهدف إلى تحسين حال الضباط والجنود وكفالة حقوقهم في الترقيات والمرتبات والمعاش، كما نظم التعليم في المدارس الحربية.
- افتتاح المحاكم الأهلية عام 1883.
- يعتبر مؤسس مجلس النواب المصري والنظام الدستوري النيابي الحديث.

## صفاته
عُرف محمد شريف باشا بنزاهته وإخلاصه لمصالح وطنه مصر وبمقاومته للنفوذ الأجنبي والاستعمار البريطاني، وكان دائما محط آمال التطلعات والتوجهات الوطنية المصرية كرئيس وزراء وطني معروف بوطنيته التي تعلو فوق الشبهات.

## وفاته
توفي محمد شريف باشا في النمسا في أبريل من العام 1887م وشُيّع من قبل الألوف من محبيه في كل من القاهرة والإسكندرية وغيرها من المدن المصرية.

## زوجته وأبنائه
تزوج نازلي هانم (والتي ينسب إليها حي العجوزة) ابنة سليمان باشا الفرنساوي وله ولد وابنتين، أما ابنه فهو محمد شريف باشا الذي كان وكيلاً لوزارة الخارجية، ولا يختلف اسمه عن اسم أبيه ولذلك يعرف الأب أحياناً باسم شريف باشا الكبير، وأما كريمتاه، فإحداهما تزوجت محرم شاهين باشا، والثانية توفيقة هانم المتزوجة فيما بعد من عبد الرحيم صبري باشا وأنجبا نازلي صبري التي أصبحت ملكة لمصر.